# ریشارد ویل
ریشارد ویل (انگلیسی: Richard Weil؛ زادهٔ ۶ فوریهٔ ۱۹۸۸) بازیکن فوتبال اهل آلمان است.
از باشگاه‌هایی که در آن بازی کرده‌است می‌توان به باشگاه فوتبال وورتسبورگ کیکرز و باشگاه فوتبال هایدنهایم اشاره کرد.